# 塞泰弗拉蒂
塞泰弗拉蒂（義大利語：Settefrati），是意大利拉齐奥大区弗罗西诺内省的一个市镇。总面积50.55平方公里，人口808人，人口密度16.0人/平方公里（2009年）。ISTAT代码为060072。